# Первый полёт человека в космос (омнибусная серия марок)
«Пе́рвый полёт челове́ка в ко́смос» — омнибусная серия почтовых марок, понимаемая в широком смысле как «специальные выпуски по поводу важных событий, даже если заранее не предполагалось, что они будут иметь схожий рисунок». В эту серию входят марки разных стран, выпущенные в 1961—1962 годах и посвящённые только Юрию Гагарину.
Тема космической филателии, посвящённая первому в мире космонавту, лётчику-космонавту СССР, Герою Советского Союза Ю. А. Гагарину (1934—1968) или связанная с ним, настолько популярна, что появился даже специальный термин филателистическая гагариниана. В омнибусной серии «Первый полёт человека в космос» собраны самые первые почтовые марки филателистической гагаринианы.

## Страны омнибусной серии

### Обоснование списка стран
Перечислим страны, выпуски почтовых марок которых составляют омнибусную серию «Первый полёт человека в космос». Список таких стран имеется в «Международной энциклопедии почтовых марок» на английском языке.

The first manned space flight took place on April 12, 1961. The space ship, piloted by Major Yuri Gagarin, made one orbital flight before returning
to earth and stamps portraying Gagarin were issued by Albania, Bulgaria, Cuba,
Hungary, Jordan, Mongolia, North Korea, East Germany, Poland, Rumania, Russia,
Surinam, Togo and North Vietnam. Czechoslovakia…
— International Encyclopedia of Stamps, p. 1767
Перевод на русский язык.

Первый полёт человека в космос состоялся 12 апреля 1961 года. Космический корабль, пилотируемый Юрием Гагариным, совершил успешный полёт по орбите вокруг Земли, и были выпущены почтовые марки с портретом Гагарина Албанией, Болгарией, Кубой, Венгрией, Иорданией, Монголией, Северной Кореей, Восточной Германией, Польшей, Румынией, Россией, Суринамом, Того и Северным Вьетнамом. Чехословакия…
— Международная энциклопедии почтовых марок, с. 1767
В приведённый выше список входит 15 стран. Однако никакие выпуски почтовых марок 4 стран из них не могут войти в омнибусную серию, посвящённую только полёту Гагарина. Ниже приведён список этих 4 стран с кратким описанием их первых выпусков, посвящённых полётам человека в космос, в которых присутствуют другие космонавты.
1. Куба. В начале 1963 года вышла серия марок с портретами Гагарина, Титова, Николаева и Поповича.
2. Иордания. В начале 1964 года вышла серия марок, посвящённая только пилотируемой космической программе США «Меркурий».
3. Суринам. В середине 1961 года вышла серия марок, посвящённая полётам Юрия Гагарина и Алана Шепарда.
4. Того. В начале 1962 года вышла серия марок, посвящённая полётам Юрия Гагарина и Алана Шепарда.
Соответствующие выпуски почтовых марок остальных 11 стран составляют омнибусную серию, посвящённую полёту Гагарина.

### Страны СЭВ
Омнибусная серия «Первый в мире космический полёт» состоит только из выпусков почтовых марок стран, связанных с Советом экономической взаимопомощи (СЭВ), то есть экономически связанных с СССР. Ниже в этом разделе в таблице показан список всех 13 стран, связанных с СЭВ в 1961 году (год полёта Юрия Гагарина). Указана степень участия страны в СЭВ, а также вклад в омнибусную серию — количество марок и годы выпусков. Всего в омнибусной серии насчитывается 30 марок по каталогу Михель.
| №  | Страна                                             | Степень участия | Вклад в серию       |
| -- | -------------------------------------------------- | --------------- | ------------------- |
| 1  | Народная Республика Албания                        | Входит в СЭВ    | Шесть марок (1962)  |
| 2  | Народная Республика Болгария                       | Входит в СЭВ    | Одна марка (1961)   |
| 3  | Венгерская Народная Республика                     | Входит в СЭВ    | Две марки (1961)    |
| 4  | Социалистическая Республика Вьетнам                | Входит в СЭВ    | Две марки (1961)    |
| 5  | Германская Демократическая Республика              | Входит в СЭВ    | Три марки (1961)    |
| 6  | Китайская Народная Республика                      | Наблюдатель     | —                   |
| 7  | Корейская Народно-Демократическая Республика       | Наблюдатель     | Две марки (1961)    |
| 8  | Монгольская Народная Республика                    | Входит в СЭВ    | Четыре марки (1961) |
| 9  | Польская Народная Республика                       | Входит в СЭВ    | Две марки (1961)    |
| 10 | Социалистическая Республика Румыния                | Входит в СЭВ    | Три марки (1961)    |
| 11 | Союз Советских Социалистических Республик          | Входит в СЭВ    | Три марки (1961)    |
| 12 | Чехословацкая Социалистическая Республика          | Входит в СЭВ    | Две марки (1961)    |
| 13 | Социалистическая Федеративная Республика Югославия | Ассоциирована   | —                   |

## Марки омнибусной серии

### Названия локальных серий
Стандартных названий серий и выпусков почтовых марок не существует. В каждом каталоге почтовых марок используются свои собственные названия серий. Иногда они совпадают друг с другом. В частности, одинаковы названия выпусков всех стран омнибусной серии «Первый полёт человека в космос» в каталоге «Стэнли Гиббонс». Название серий передаёт взгляд каталога и страны, где выпущен каталог, на причину выпуска и тематику почтовых марок.
| №  | Страна       | Каталог страны | Каталог «Скотт» | Каталог «Михель» | Каталог «Стэнли Гиббонс»                                                                           | Каталог «Ивер и Телье» |
| -- | ------------ | --- | --- | --- | -------------------------------------------------------------------------------------------------- | --- |
| 1  | Албания      | | 1-й полёт человека в космос советского космонавта Юрия А. Гагарина 12.4.1961 (англ. 1st manned space flight, made by Yuri A. Gagarin, Soviet astronaut, Apr. 12, 1961). #604-606 | 1-й пилотируемый советский полёт в космос на «Востоке-1» (нем. 1. bemannter sowjetischer Raumflug mit „Wostok 1“). #642-644, 647—649     | Первый в мире полёт человека в космос (англ. World's First Manned Space Flight). #688-690, 691—693 | Гагарин и Восток 1 (фр. Gagarine et Vostok 1). #564-566, Aériens 57-58                                                                     |
| 2  | Болгария     | | Первый полёт человека в космос 12 апреля 1961 года (англ. First manned space flight, Apr. 12. 1961). #C81                                                                        | Запуск пилотируемого советского космического корабля «Восток-1» (нем. Start des bemannten sowjetischen Raumschiffes „Wostok 1“). #1231   | Первый в мире полёт человека в космос (англ. World's First Manned Space Flight). #1243             | Гагарин, первый космонавт (фр. Gagarine, le premier cosmonaute). #Aériens 80                                                               |
| 3  | Венгрия      | Советский человек впервые в космосе. Памятный выпуск Юрия А. Гагарина (венг. Szovjet ember első a világűrben. Jurij A. Gagarin emlékkiadás). #1812—1813 | Первый человек в космосе, Юрий А. Гагарин, 12.04.1961 (англ. 1st man in space flight, Yuri A. Gagarin, 4/12/61). #1381-1382                                                      | Запуск первого пилотируемого советского космического корабля (нем. Start des ersten bemannten sowjetischen Weltraumschiffes). #1753-1754 | Первый в мире полёт человека в космос (англ. World's First Manned Space Flight). #1732-1733        | Первый полёт человека в космос (фр. Premier vol de l'homme dans l'espace). #1429-1430                                                      |
| 4  | Вьетнам      | Ю. Гагарин — первый космонавт (вьет. I. Gagarin - nhà du hành vũ trụ đầu tiên). #204-205 | Космический полёт Юрия Гагарина (англ. Yuri Gagarin's space flight). #160-161 | Первый космический полёт Юрия Гагарина (нем. Erster Weltraumflug durch Jurij Gagarin). 166—167                                           | Первый в мире полёт человека в космос (англ. World's First Manned Space Flight). N170-N171         | Гагарин, первый космонавт (фр. Gagarine, le premier cosmonaute). #228-229                                                                  |
| 5  | ГДР          | Первый полет человека в космос, совершённый Юрия Алексеевича Гагарина (нем. Der erste Weltraumflug eines Menschen durch Juri Alexejewitsch Gagarin). #584—586 | Первый человек в космосе, Юрий А. Гагарин, 12.04.1961 (англ. 1st man in space, Yuri A. Gagarin, 4/12/61). #549-551                                                               | Первый пилотируемый космический полёт (нем. Erster bemannter Weltraumflug). #822-824                                                     | Первый полёт человека в космос (англ. First Manned Space Flight). #E556-E558                       | Первый советский космонавт в космосе (фр. Premier cosmonaute soviétique dans l'espace). #540-542                                           |
| 6  | КНДР         | | Первый полёт человека в космос, 12 апреля (англ. First manned space flight, April 12). #329-330                                                                                  | Первый пилотируемый космический полёт (нем. Erster bemannter Raumflug). #316-317                                                         | Первый в мире полёт человека в космос (англ. World's First Manned Space Flight). #N317-N318        | Первый полёт человека в космос (фр. Premier vol de l'homme dans l'espace). #306-307                                                        |
| 7  | Монголия     | Советский гражданин майор Юрий Алексеевич Гагарин был первым, кто полетел в космос на корабле-спутнике «Восток-1» и совершил кругосветное путешествие вокруг Земли(монг. Зөвлөлт Холбоот Улсын иргэн хушууч Юрий Алексеевич Гагарин «Восток—1» гэдэг дагуул холөг онгоцоор дэлхийд анх удаа огторгуйд нисэж, дэлхийг тойрсонд зориулсан марк). #250—253 | Юрий А. Гагарин, 1-й человек в космосе, 12.04.1961 (англ. Yuri A. Gagarin, 1st man in space, 4/12/61). #232-235                                                                  | 1-й пилотируемый космический полёт Юрия Гагарина (нем. 1. bemannter Raumflug durch Juri Gagarin). #221-224                               | Первый в мире полёт человека в космос (англ. World's First Manned Space Flight). #N221-N224        | Первый космонавт. Портрет Юрия Гагарина и разные сюжеты (фр. Le premier cosmonaute. Portrait de Youri Gagarine et sujets divers). #193-196 |
| 8  | Польша       | Первый полёт человека в космос (пол. Pierwszy lot człowieka w kosmos). #1082—1083 | 1-й человек в космосе, Юрий А. Гагарин, 12.04.1961 (англ. 1st man in space, Yuri A. Gagarin, Apr. 12, 1961). #974-975                                                            | Первый успешный пилотируемый космический полёт (нем. Erster erfolgreicher bemannter Weltraumflug). #1226-1227                            | Первый в мире полёт человека в космос (англ. World's First Manned Space Flight). #1221-1222        | Первый космонавт. Красная звезда и разные сюжеты (фр. Le premier cosmonaute. Etoile rouge et sujets divers). #1090-1091                    |
| 9  | Румыния      | Первый человек в космосе (рум. Primul om in cosmos). #1899—1901 | Майор Юрий А. Гагарин (англ. Major Yuri A. Gagarin). #C103-C104 | Запуск пилотируемого советского космического корабля (нем. Start eines bemannten sowjetischen Weltraumschiffes). #1962-1964              | Первый в мире полёт человека в космос (англ. World's First Manned Space Flight). #2838-2840        | Первый полёт человека в космос (фр. Premier vol de l'homme dans l'espace). #141-143                                                        |
| 10 | СССР         | Исследование и освоение космоса. Первый в истории космический полёт, совершённый 12 апреля 1961 года советским гражданином Юрием Алексеевичем Гагариным на корабле-спутнике «Восток-1». #2560—2565 | 1-й человек в космосе, Юрий А. Гагарин, 12.04.1961 (англ. 1st man in space, Yuri A. Gagarin, Apr. 12, 1961). #2463-2465                                                          | Старт первого пилотируемого космического полета (нем. Start des ersten bemannten Raumfluges). #2473-2475                                 | Первый в мире полёт человека в космос (англ. World's First Manned Space Flight). #2576-2578        | Первый космонавт. Различные сюжеты (фр. Le premier cosmonaute. Sujets divers). #2401-2403                                                  |
| 11 | Чехословакия | Первый человек во вселенной — Ю. A. Гагарин (чеш. První člověk ve vesmíru - J. A. Gagarin). Ю. А. Гагарин (словац. J. A. Gagarin). #1177-1178 | 1-й человек в космосе, Юрий А. Гагарин, 12.04.1961 (англ. 1st man in space, Yuri A. Gagarin, Apr. 12, 1961). #1042-1043                                                          | Запуск пилотируемого советского космического корабля (нем. Start eines bemannten sowjetischen Raumschiffes). #1263-1264                  | 1-й в мире полёт человека в космос (англ. World's 1st Manned Space Flight). #1220-1221             | Первый космонавт (фр. Le premier cosmonaute). #1145-1146                                                                                   |

### Названия марок
Омнибусная серия «Первый в мире космический полёт» состоит из выпусков почтовых марок 11 стран. Их список, упорядоченный по странам и затем по каталогу Михель, показан ниже в этом разделе. Номера, даты выпусков и названия марок взяты из каталога Михель, по которому омнибусная серия насчитывает 30 марок.
- Народная Республика Албания[7]

- № 642
(1962-02-15)
Юрий Гагарин (1934—1968)
- № 643
(1962-02-15)
Юрий Гагарин (1934—1968)
- № 644
(1962-02-15)
Юрий Гагарин (1934—1968)
- № 647
(1962-03-20)
Юрий Гагарин (1934—1968)
- № 648
(1962-03-20)
Юрий Гагарин (1934—1968)
- № 649
(1962-03-20)
Юрий Гагарин (1934—1968)

- Народная Республика Болгария[11]

№ 1231 (1961-04-26). Ракета над Землёй, космонавт Юрий Алексеевич Гагарин
- Венгерская Народная Республика[16]

№ 1753 (1961-04-25). Старт ракеты
№ 1754 (1961-04-25). Космонавт Юрий Алексеевич Гагарин, ракета перед Землёй
- № 1753 (1961-04-25)
Старт ракеты
- № 1754 (1961-04-25)
Космонавт Юрий Алексеевич Гагарин, ракета перед Землёй

- Социалистическая Республика Вьетнам[21]

№ 166 (1961-06-15). Ю. Гагарин (1934—1968) и ракета
№ 167 (1961-06-15). Ю. Гагарин (1934—1968) и ракета
- Германская Демократическая Республика[26]

- № 822 (1961-04-18)
Последняя ступень ракеты-носителя космического корабля «Восток-1». Земля
- № 823 (1961-04-20)
Космонавт Юрий Гагарин (1934—1968) в космическом корабле
- № 824 (1961-04-20)
Спускаемый аппарат на парашюте над облачным покровом

- Корейская Народно-Демократическая Республика[30]

№ 316 (1961-06-11). Юрий Гагарин (1934—1968), советский лётчик-офицер и космонавт. Космическая капсула, Земля
№ 317 (1961-06-11). Юрий Гагарин (1934—1968), советский лётчик-офицер и космонавт. Космическая капсула, Земля
- Монгольская Народная Республика[35]

№ 221 (1961-05-01). Гагарин в «Меркуриевой» космической капсуле перед Землёй с орбитой
№ 222 (1961-05-01). Гагарин, Земля с орбитой
- № 223 (1961-05-01)
Гагарин в «Меркуриевой» космической капсуле на парашюте

№ 224 (1961-05-01). Гагарин, Земля с орбитой
- Польская Народная Республика[40]

№ 1226 (1961-04-27). Юрий Гагарин (1934—1968), советский лётчик-офицер и космонавт
№ 1227 (1961-04-27). Земля и орбита ракеты
- Социалистическая Республика Румыния[45]

- № 1962
(1961-04-12)
Юрий Гагарин (1934—1968), советский лётчик-офицер и космонавт
- № 1963
(1961-04-12)
Космонавт в космической капсуле. Земля с траекторий ракеты
- № 1964
(1961-04-12)
Космонавт в космической капсуле. Земля с траекторий ракеты

- Союз Советских Социалистических Республик[50]

- № 2473 (1961-04-13)
Юрий Гагарин (1934—1968), лётчик-офицер и космонавт. «Восток-1». Орден
- № 2474 (1961-04-17)
Спутник. «Восток-1». Московский Кремль. Московский университет
- № 2475 (1961-04-17)
Ю. Гагарин в качестве пилота. «Восток-1». Московский Кремль

- Чехословацкая Социалистическая Республика[56]

- № 1263
(1961-04-13)
Космонавт

№ 1264 (1961-04-13). Космонавт